# کهن نوک (خاش)
کهن نوک روستایی در دهستان کارواندر بخش مرکزی شهرستان خاش استان سیستان و بلوچستان ایران است.

## جمعیت
بر پایه سرشماری عمومی نفوس و مسکن در سال ۱۳۹۵ جمعیت این روستا ۴۵۷ نفر (۱۳۸خانوار) بوده‌است.